# Festuca soratana
Festuca soratana är en gräsart som beskrevs av Evgenii Borisovich Alexeev. Festuca soratana ingår i släktet svinglar, och familjen gräs.
Artens utbredningsområde är Bolivia. Inga underarter finns listade i Catalogue of Life.